# Odvzem moči
Odvzem moči (ang. power take-off - PTO) je mehanska naprava, ki prenaša moč motorja na napravo, ki jo želimo poganjati. Velikokrat se uporablja na traktorjih, kjer poganja vse vrste naprave, kot so žage, cepilnike, balirnike, obračalnike sena, kosilnice in drugo. Največkrat se uporablja utorovno gred, priklop je in odklop je enostaven. Se pa PTO (v drugačni izvedbi) uporablja tudi v inustriji, ladjah in letalih. Na letalih je po navadi nameščen menjalnik, ki se vrti pri konstantnih vrtljajih.